# 지브 레바치
지브 레바치(Ze'ev Revach, 1940년 8월 15일 ~ 2025년 1월 18일)는 이스라엘의 배우, 영화 감독, 작가, 연극 배우, 영화배우이다.

## 영화
- 더 페어웰 파티 (2014년)
- 라스트 패트롤 (2000년)
- 이스케이프: 휴먼 카고 (1998년)
- 퀘스트 (1996년)
- 예루살렘 필름 (1972년)